# مسجد الإمام المهدي (الرقة)
مسجد الامام المهدي هو مسجد شيعي يقع بمنطقة الرقة بمحافظة الأحمدي بالكويت. بُني المسجد في عام 1995.

## روابط خارجية
- مسجد الامام المهدي على يوتيوب